# Chile i olympiska sommarspelen 1920
Chile deltog med 2 deltagare vid de olympiska sommarspelen 1920 i Antwerpen.  Ingen av landets deltagare erövrade någon medalj.